# Mitsuki (Naruto)
Mitsuki (Nhật: ミツキ Hepburn: 'Mitsuki'?)  là một nhân vật hư cấu được tạo ra bởi họa sĩ truyện tranh Masashi Kishimoto. Cậu lần đầu tiên được giới thiệu trong Naruto manga spin-off Naruto: Hokage Đệ Thất và tháng xuân nhuộm màu đỏ (2015), được miêu tả là một học sinh mới chuyển đến học viện trong làng Lá để trở thành một ninja. Bằng các sự kiện của bộ phim Boruto: Naruto the Movie (2015), Mitsuki đã trở thành ninja trong một đội với nhân vật chính Uzumaki Boruto và Uchiha Sarada, đảm nhận vai chính trong phần tiếp theo manga của Ukyō Kodachi và Mikio Ikemoto cho Naruto, Boruto: Naruto Next Generations (2016) và phần tiền truyện anime của nó, cho thấy cách cậu trở thành bạn với Boruto trong khi đối mặt với những kẻ thù khác nhau. Kishimoto đã cho bản thể của Mitsuki là  một thí nghiệm được tạo ra bởi Orochimaru, nên có thể nói Orochimaru là cha mẹ của cậu. Orochimaru cũng là người khuyên Mitsuki nên đi theo con đường do chính mình lựa chọn.
Trong quá trình thực hiện bộ phim Boruto và bộ anime, Hiroyuki Yamashita phụ trách phát triển nhân vật mặc dù vai trò nhỏ của anh trong phim. Sự tiếp nhận quan trọng đối với Mitsuki nói chung là hỗn hợp. Trong bộ phim Boruto, Mitsuki bị chỉ trích là thiếu phát triển. Song trong Boruto: Naruto Next Generations, nhân vật được ca ngợi vì được tiết lộ về quá khứ làm nổi bật chiều sâu, mặc dù Mitsuki vẫn là một đứa trẻ bí ẩn.

## Sáng tạo và quan niệm
Masashi Kishimoto thiết kế Mitsuki dựa trên các đặc điểm của loài rắn.. Ban đầu cậu có một mái tóc dài ngang vai, nhưng tác giả đã quyết định thay đổi mái tóc để khiến cậu trông hấp dẫn hơn, thay vào đó là kiểu tóc xoăn ngắn.. Mitsuki thường xuất hiện trong một bộ kimono hai màu trắng xanh có tay áo dài. Kishimoto nói rằng ông giấu phần tay của Mitsuki qua tay áo để tạo nên sự bí ẩn và khó đoán trong cách chiến đấu, do không ai biết cậu ta sẽ làm gì dưới lớp áo kia..Ngoài trang phục, cậu đeo găng tay dài ngón màu đen và dép shinobi dài bằng bắp chân màu đen. Khi trở thành một shinobi, Mitsuki bắt đầu đeo một bộ bảo vệ trán Konoha màu đen trên đầu.
Hiroyuki Yamashita, đạo diễn phim hoạt hình Boruto, nhận xét về phần của bộ phim, nói rằng Mitsuki là một nhân vật hiền lành. Sau khi đọc câu chuyện của chính nhân vật, Yamashita cảm thấy rằng hình ảnh của Mitsuki đã được củng cố. Sau buổi chiếu đầu tiên, có một cảnh cho thấy hình dạng thật của Mitsuki, và đạo diễn nhớ lại rằng mọi người đều bị nó khuấy động. Đó là lần đầu tiên anh nghĩ, "dường như (Mitsuki) có thể hấp dẫn". Sau đó, anh nhớ đã được Kishimoto khen ngợi, nhưng Yamashita chỉ ra rằng anh không cảm thấy hài lòng. Trong quá trình làm bộ phim Boruto, sách hướng dẫn nhân vật được mô tả Mitsuki là "Một bí ẩn bao phủ trong nhiều điều bí ẩn. Một cậu bé với một biểu hiện sáng tác... tóc trắng hơi dài của cậu có một waviness với nó."  Khi anime Boruto: Naruto Next Generations bắt đầu, đạo diễn nói rằng, trong thời gian đầu, Mitsuki và Sarada Uchiha chỉ là bạn học, hai người sẽ có "mối quan hệ phát triển hơn kể từ bây giờ".
Diễn viên lồng tiếng của Nhật Bản, Ryūichi Kijima, chia sẻ rằng khi lồng tiếng Mitsuki, anh được yêu cầu lồng giọng thế nào cho vô cảm. Tuy nhiên, Kijima đã cho anh ta một đặc điểm đáng chú ý hơn, với lý do năng động của cậu với Boruto vì Mitsuki có xu hướng giúp Bortuo. Trong bản lồng tiếng Anh, Mitsuki được lồng tiếng bởi Robbie Daymond, người nói rằng anh rất vinh dự được lồng tiếng cho nhân vật. Daymond và các diễn viên lồng tiếng Anh Boruto khác rất biết ơn khi đóng vai các nhân vật được nhượng quyền thương mại lớn như thế nào.

## Xuất hiện
Mitsuki có sự xuất hiện đầu tiên của mình trong Naruto manga spin-off Naruto: Hokage Đệ Thất và tháng xuân nhuộm màu đỏ (2015) như là một huấn luyện đứa trẻ trở thành một ninja. Bằng các sự kiện của bộ phim Boruto: Naruto the Movie (2015), Mitsuki đã trở thành một Genin, hợp tác với Uzumaki Boruto và Uchiha Sarada, được dẫn dắt bởi Konohamaru Sarutobi.Trong phim, nhóm tham gia kỳ thi Chunin, để nâng lên thứ hạng của họ. Cuối bộ phim, Mitsuki thú nhận với Boruto và Sarada rằng cậu ta là con trai của tên tội phạm Orochimaru, khiến Sarada sửng sốt.
Câu chuyện của Mitsuki được khám phá trong Naruto Gaiden: Đoạn đường Minh Nguyệt Quang (2016), trong đó tiết lộ rằng Mitsuki là một con người nhân tạo do Orochimaru tạo ra để sử dụng. Mặc dù vậy, Mitsuki quyết định từ bỏ chủ nhân của mình và tiến về Konohagakure để tìm Boruto, người mà cậu coi là "mặt trời" của mình. Mitsuki có thể mở rộng chân tay của mình bằng cách sử dụng charka để làm kéo dãn.. Các manga loạt Boruto: Generations Naruto tiếp theo (2016) bởi Ukyo Kodachi và Mikio Ikemoto bắt đầu bằng việc kể lại những sự kiện từ bộ phim, nhưng sau đó cả hai Mitsuki và Sarada từ chối một nhiệm vụ ninja để tiết chế Boruto. Đội trưởng của họ biến mất khi đang thực hiện nhiệm vụ bí mật, và Boruto, Sarada và Mitsuki được gửi đến để tìm cậu ta bởi cấp trên của họ.
Bộ anime của Boruto: Naruto Next Generations (2017) cho thấy cách mà Justin vào học viện ninja và kết bạn với Boruto cũng như những đứa trẻ khác được đào tạo để trở thành ninja. Trong bộ truyện, Mitsuki giúp Boruto tìm ra tên tội phạm đằng sau các cuộc tấn công nhằm làm ô nhiễm luân xa của mọi người. Trong một vòng cung tiếp theo, Mitsuki tiếp tục chuyến đi đến Kirigakure, nơi anh tham gia các ninja Mist và các đồng minh của mình để cố gắng ngăn chặn một cuộc nổi loạn do bảy kiếm sĩ dẫn đầu. Theo vòng cung này, Mitsuki tuyên bố anh sẽ trở thành ninja để theo dõi Boruto, cảm giác cuộc gặp gỡ với anh đã thay đổi cách nhìn cuộc sống. Sau vòng cung này, Mitsuki và bạn bè của anh ấy trở thành ninja sau khi vượt qua bài kiểm tra, và anh ấy, Boruto và Sarada thành lập "Đội 7" mới dưới sự lãnh đạo của Konohamaru. Trong anime, Mitsuki biến mất khỏi Làng Lá và những người bạn của anh thực hiện nhiệm vụ chứng minh sự vô tội của mình đối với cấp trên. Họ biết rằng Mitsuki đang bắt kịp các ninja từ Làng Đá, người đối đầu với đồng đội của Mitsuki. Mitsuki làm gián đoạn trận chiến và hạ gục Boruto. Các đồng minh của Mitsuki với một nhóm người nhân tạo được gọi là Chế tạo để thực hiện một cuộc đảo chính trên Đá mặc dù sau đó, được tiết lộ là một đặc vụ. Anh ta một lần nữa gia nhập đội của mình khi đánh bại thủ lĩnh của họ, Ku.
Ngoài manga và anime, còn xuất hiện trong tiểu thuyết ánh sáng Boruto. Anh cũng là một nhân vật có thể chơi trong trò chơi chiến đấu Naruto Shippuden: Ultimate Ninja Storm 4 (2016). Anh ta cũng xuất hiện trong một đoạn phim hoạt hình gốc nơi Đội Konohamaru được gửi đến để ngăn chặn một tên trộm rõ ràng. Anh cũng có thể chơi được trong trò chơi video Naruto to Boruto: Shinobi Striker (2018).

## Tiếp nhận
Sự tiếp nhận quan trọng đối với nhân vật của Mitsuki đã được trộn lẫn dựa trên những lần xuất hiện hạn chế của anh ấy trong câu chuyện của bộ phim cũng như vai trò của anh ấy trong loạt phim hoạt hình và in. Thais Valdivia của Sở thích Consolas tuyên bố rằng trong khi tính cách của Mitsuki không được thực hiện đúng trong phim do sự xuất hiện hạn chế của anh ấy, những cảnh hậu tín dụng của anh ấy sẽ khiến khán giả ngạc nhiên vì sự mặc khải đằng sau di sản của anh ấy. Nhà văn Chris Homer của Fandom Post bày tỏ niềm tin tương tự về việc khám phá giới hạn nhân vật của Mitsuki cho đến khi bộ phim kết thúc. Khu Toon cảm thấy rằng Mitsuki và Sarada cung cấp sự tương phản tốt với Boruto trong phim và cũng ca ngợi Robbie Daymond vì công việc của anh là diễn viên lồng tiếng Anh của Mitsuki. Tương tự, Amy McN Khoa của Anime News Network đã ca ngợi màn trình diễn của Daymond, nói rằng trong khi "bình tĩnh, thu thập và đôi khi vô cảm, giọng nói giúp cho nhân vật mượn được nhiều bí ẩn". Sarah Nelkin của Anime Now cảm thấy Mitsuki không có sự phát triển nào trong phim mặc dù là một chiến binh định kỳ hỗ trợ nhân vật chính.
Khi quá khứ của Mitsuki được khám phá trong manga one-shot của Masashi Kishimoto, McN Khoa cảm thấy nguồn gốc của mình rất hấp dẫn, nhưng đồng thời không giải thích được hoàn toàn, và tin rằng điều này là do tính chất mơ hồ của cú đánh một lần. Tương tự, Melina Dargis, một tác giả khác của The Fandom Post, coi chương của bộ truyện hay nhất trong tập truyện đầu tiên của Boruto do mối liên hệ của anh với Orochimaru, và cô cảm thấy nó có thể được sử dụng trong phim. Nik Freeman của Anime News Network đã tìm thấy câu chuyện lạc hậu của một trong những điều hay nhất trong lịch sử nhượng quyền vì đây không phải là bản phát lại của các câu chuyện trước đó. Rebecca Silverman của cùng một trang đã tự hỏi làm thế nào nguồn gốc của Mitsuki có thể đụng độ với Boruto là chủ đề chính của bộ truyện do những vấn đề mà cả hai phải đối mặt: mối quan hệ giữa trẻ em và cha mẹ của chúng.
Sau khi ra mắt trong bộ phim truyền hình anime Boruto, McN Khoa đã viết rằng trong khi phần giới thiệu của anh bị lu mờ bởi tập trung vào giáo viên học viện ninja của anh, Shino Aburame, vai trò của anh phù hợp với câu chuyện và cô vẫn thấy anh bí ẩn. Cô cũng ca ngợi hành động của anh trong tập phim cũng như những tương tác của anh với Boruto. Sam Stewart của IGN cũng có suy nghĩ tương tự, nói rằng, giống như Sarada, Mitsuki không được giới thiệu đúng cách trong lần ra mắt của mình vì cốt truyện tập trung vào Shino. Trong một bài đánh giá sau đó, McN Khoa đã xem xét cuộc chiến chống lại thủ phạm Ghost, Sumire Kakehi, một trong những người giỏi nhất trong anime Boruto. Stewart đồng ý, nói rằng cuộc chiến diễn ra sôi nổi mặc dù có những vấn đề nhỏ với hoạt hình trong các phần khác từ chuỗi. Nelkin cảm thấy bộ truyện đã thành công trong việc khám phá thêm về Mitsuki, điều cần thiết khi xem xét vai trò thứ yếu của anh trong phim. Nhà văn bổ sung so với anh ta với nhân vật Naruto Sài vì cả hai ít khi bày tỏ cảm xúc của mình trong lời giới thiệu của họ vào bộ phim này. Nelkin cũng mô tả Mitsuki là một "nhân vật đang phát triển như một người khi cậu dành thời gian với đồng đội của mình", những thanh thiếu niên theo học tại học viện ninja.